# Lập luận không có gì để giấu
Lập luận không có gì để giấu nói rằng một cá nhân không có lý do gì để sợ hãi hoặc phản đối các chương trình giám sát, trừ khi họ sợ rằng nó sẽ hé mở ra các hoạt động bất hợp pháp của họ. Một cá nhân sử dụng lập luận này có thể sẽ cho rằng một người bình thường không nên lo lắng về việc chính phủ giám sát người khác, vì họ "không có gì phải giấu".

## Chỉ trích
Edward Snowden nhận xét "Lý luận rằng bạn không quan tâm đến quyền riêng tư vì bạn không có gì phải giấu thì không khác gì nói rằng bạn không quan tâm đến quyền tự do ngôn luận vì bạn không có gì để nói." Anh coi việc lý luận không có gì để giấu là từ bỏ quyền riêng tư—quyền mà chính phủ phải bảo vệ.
Daniel J. Solove đã nhận định trong một bài báo viết cho The Chronicle of Higher Education rằng ông phản đối lập luận này. Ông tin rằng một chính phủ có thể làm rò rỉ thông tin về một người và gây hại đối với người đó, hoặc sử dụng thông tin về một người để từ chối cấp quyền tiếp cận các dịch vụ, ngay cả khi người đó không thực sự tham gia vào hành vi phạm pháp. Một chính phủ có thể gây hại đối với cuộc sống cá nhân của một người đơn giản chỉ vì sai sót. Solove đã viết "Khi đối đầu trực diện, lập luận không có gì để giấu có thể gài bẫy [người khác], vì nó buộc cuộc tranh luận phải tập trung vào định nghĩa hạn hẹp của nó về quyền riêng tư. Nhưng khi đối đầu với vô số vấn đề về quyền riêng tư liên quan đến việc thu thập và sử dụng dữ liệu của chính phủ ngoài việc giám sát và tiết lộ [thông tin], thì rốt cuộc, lập luận không có gì để giấu, không nói được gì để thuyết phục người khác [nhân hoá]."
Emilio Mordini, nhà triết học và nhà phân tích tâm lý học, cho rằng lập luận "không có gì để giấu" bản thân chính nó vốn dĩ đã là nghịch lý. Người ta không cần phải có "điều gì để giấu" mới có thể được giấu một "điều gì đó". Mordini khẳng định những gì giấu đi không nhất thiết có liên quan ở đây. Thay vào đó, ông lập luận rằng một khu vực nhạy cảm được giấu đi và hạn chế truy cập là cần thiết vì, về mặt tâm lý học, chúng ta trở thành người thông qua phát hiện rằng chúng ta có thể giấu người khác một điều gì đó.